# Tai tượng lớn
Tai tượng lớn (danh pháp hai phần: Acalypha grandis) là loài thực vật có hoa trong họ Đại kích. Loài này được Benth. miêu tả khoa học đầu tiên năm 1843.